# El Picudo
El Picudo hace referencia a un críptido legendario originario de Honduras. La supuesta criatura se alimenta de la sangre de otros animales, de manera similar a la del chupacabras, y se dice que siempre aprovecha las altas horas nocturnas para evitar ser cazado. Debido a la naturaleza montañosa, boscosa, y selvática de Honduras, acorde varios pobladores de las áreas rurales, el país es hogar de supuestos extraños depredadores (críptidos), como la Araña con rostro de niña, el lagarto de oro que aparece en el altar mayor de la iglesia o los monos con colmillos de La Mosquitia. El Picudo es tan sólo un de ellos.

## Leyenda
Se cuenta que éste aprovecha las noches para penetrar en los corrales principalmente de ganado y en algunas casas donde dejan las puertas abiertas, sin hacer el menor ruido llegaba hasta sus víctimas, de su trompa sale una potente toxina que es capaz de anestesiar tanto a animales como a personas y luego les succiona la sangre de la víctima a través de la boca sin que las víctimas se dieran cuenta tras estar paralizados gracias a una neurotoxina que este produce. 

## Apariencia
Acorde los pobladores que lograron verlo, El Picudo es una animal de aspecto desagradable, ha sido mayormente descrito tener una figura similar a la de un perro con cara similar a un cerdo con la diferencia de tener una trompa más larga. [cita requerida]

## Avistamientos
Se desconocen las fechas exactas de los primeros avistamientos de dicha criatura debido a que no hay un registro establecido, pero desde inicios del siglo XVII ha habido diversos pobladores de las áreas rurales del país que han dado descripciones similares a las del presunto animal, sin embargo los avistamientos más famosos son los que vienen de parte de los  veteranos de las fuerzas armadas de Honduras durante la guerra fría.  

### Texiguat
En la comunidad de Texiguat (El Paraíso) en horas de la madrugada un supuesto Picudo logró infiltrarse en un cuartel durante inicios de los años ochenta, logró succionarles la sangre a unos soldados que realizaban la guardia en la comunidad mientas dormían, acorde las descripciones de la criatura, les introdujo la toxina que los dejaría en estado de anestesia y así les succionaría la sangre. Al día siguiente los soldados amanecieron débiles, bastante enfermos, y ojerosos, lograron murmurar palabras que no se entendían y cayeron muertos en pocas horas. Esto alarmó a los habitantes de la comunidad de Texiguat, ya que además encontraron huellas en los alrededores que confirmaban que no se trataba de un animal común, sino de una manada de Picudos. No se sabe si se hizo algo al respecto.

### El avistamiento del soldado
Similar al caso anterior, cuentan militares retirados de Honduras que se logró avistar un par de veces a la criatura nuevamente. En esta ocasión aquí lo cuenta un veterano que recuerda como un compañero suyo logró avistar uno, solamente que esta vez en otra localidad. Resulta que un ejemplar joven de esta criatura del cual no se explica cómo, logró meterse en las instalaciones, este soldado se asustó ante el aspecto desagradable del animal, cosa que hizo sacar su arma y le disparó fallando en los tiros, tras ello apareció otro ejemplar más grande. Lleno de preocupación este despertó a gritos a sus compañeros contándoles lo sucedido, así los dos ejemplares lograron escapar. Varios días más tarde una noche haciendo guardia nocturna creyendo oír y ver a este animal en el bosque a eso cerca de las 11ː30 PM, le dispararon. Creyendo acertar, buscaron a la Criatura, pero en su lugar sólo encontraron sus huellas de sangre.

## Similitudes
Los relatos sobre el Picudo son sin duda muy parecidos a los del Chupacabras (originario de Puerto Rico y México). En el año 2015, los habitantes de Olancho tuvieron temor ya que docenas de vacas y otros animales de granja fueron hallados muertos y sin una gota de sangre. Y en 2013 se le adjudicó la muerte de 42 ovejas en Comayagua. Lamentablemente en el país ese tipo de cosas no son investigadas, por lo tanto quedará como un simple misterio sin resolver, aunque no hizo falta quien sugiriera que se tratase del Picudo o Chupacabras, así como de una abducción alienígena.